# FFS (album)
FFS è il primo album in studio del supergruppo FFS, composto da membri del gruppo scozzese Franz Ferdinand e del gruppo statunitense Sparks. Il disco è stato pubblicato nel 2015.

## Tracce
1. Johnny Delusional – 3:11
2. Call Girl – 3:21
3. Dictator's Son – 4:15
4. Little Guy from the Suburbs – 5:09
5. Police Encounters – 3:10
6. Save Me from Myself – 3:57
7. Sõ Desu Ne – 3:52
8. The Man Without a Tan – 3:28
9. Things I Won't Get – 3:03
10. The Power Couple – 3:01
11. Collaborations Don't Work – 6:42
12. Piss Off – 3:55

Tracce bonus dell'edizione Deluxe
1. So Many Bridges – 3:16
2. King of the Song – 3:06
3. Look at Me – 5:43
4. A Violent Death – 3:51

## Formazione
- Alex Kapranos – voce, cori, chitarra, tastiera (1)
- Nick McCarthy – chitarra, tastiera, voce (9), cori
- Bob Hardy – basso, cori
- Paul Thomson – batteria, percussioni, cori
- Russell Mael – voce, cori
- Ron Mael – tastiera, cori